# Wolfgang Smith
Wolfgang Smith (Vienna, 18 febbraio 1930 – Ventura, 19 luglio 2024) è stato un matematico e fisico statunitense.
Smith fu cattolico ed aderente alla Scuola tradizionalista. Scrisse molto nel campo della geometria differenziale e fu fautore di una nuova interpretazione della meccanica quantistica, attingendo a piene mani dall'ontologia e dal realismo medievali.
Smith si distinse come critico dello scientismo e del riduzionismo.

## Biografia
Smith si laureò nel 1948 presso la Cornell University dove conseguì un B.A. in Filosofia, Fisica e Matematica. Due anni più tardi ottenne sia un M.S. in Fisica presso la Purdue University che un dottorato in Matematica presso la Columbia University. Lavorò come fisico presso la Bell Aircraft Corporation, dove svolse ricerche nel campo dell'aerodinamica. Smith fu professore di matematica al MIT, alla UCLA e alla Oregon State University, dedicandosi inoltre come ricercatore, al campo della geometria differenziale. Pubblicò articoli in riviste accademiche come; Transactions of the American Mathematical Society, Proceedings of the National Academy of Sciences, American Journal of Mathematics, e così via. Si ritirò dalla vita accademica nel 1992.
Parallelamente ai suoi obblighi accademici, Smith sviluppò indagini filosofiche nel campo della metafisica e della filosofia della scienza, pubblicando articoli su riviste come The Thomist and Sophia: The Journal of Traditional Studies.

## Filosofia
Smith fu sostenitore della scuola di pensiero filosofico del perennialismo, e contribuì in modo significativo alla critica della modernità e all'analisi dei fondamenti filosofici del metodo scientifico, sostenendo la necessità di far tornare la scienza nel quadro del tradizionale realismo aristotelico.
Smith fu Fellow del Center for Science and Culture del Discovery Institute e sostenitore della teoria matematica del disegno di William Dembski, considerandola "una delle più importanti scoperte scientifiche del nostro tempo".

## Pubblicazioni

### Libri
Wolfgang Smith., Cosmos and Transcendence: Breaking Through the Barrier of Scientistic Belief, Peru (Illinois), Sherwood Sugden and Company, 1984, ISBN 0-89385-028-4, OCLC 12945771.
 Wolfgang Smith., Teilhardism and the New Religion: A Thorough Analysis of the Teachings of Pierre Teilhard De Chardin, Rockford (Illinois), TAN Books & Publishers, 1988, ISBN 0-89555-315-5, OCLC 19648994.
 Wolfgang Smith., The Quantum Enigma: Finding the Hidden Key, Peru, IL, Sherwood Sugden and Company, 1995, ISBN 0-89385-042-X, OCLC 33200608.
 Wolfgang Smith., The Wisdom of Ancient Cosmology: Contemporary Science in Light of Tradition, Oakton, The Foundation for Traditional Studies, 2003, ISBN 0-9629984-7-8, OCLC 54398541.
 Mehrdad M. Zarandi (ed.) (a cura di), The Plague of Scientistic Belief, in Science and the Myth of Progress, The Perennial Philosophy Series, Bloomington (Indiana), World Wisdom, 2004, ISBN 0-941532-47-X, OCLC 52165739. URL consultato il 27 aprile 2008 (archiviato dall'url originale il 9 maggio 2008).
 Harry Oldmeadow (ed.) (a cura di), 'Progress' in Retrospect, in The Betrayal of Tradition: Essays on the Spiritual Crisis of Modernity, The Perennial Philosophy Series, Bloomington, IN, World Wisdom, 2005, ISBN 0-941532-55-0, OCLC 56599559.

### Articoli

#### Generali
From Schrödinger's Cat to Thomistic Ontology, in The Thomist, vol. 63, n. 1, Washington, The Dominican Province of Saint Joseph, gennaio 1999,  pp. 49-63, ISSN 0040-6325, OCLC 1645845. URL consultato il 27 aprile 2008 (archiviato dall'url originale il 28 luglio 2011).
 Celestial Corporeality, in Sophia: the Journal of Traditional Studies, vol. 5, n. 1, Oakton, The Foundation for Traditional Studies, Summer 1999, ISSN 1521-1231, OCLC 39708929.
 The plague of scientistic belief, in Homiletic and Pastoral Review, San Francisco, Ignatius Press, aprile 2000, ISSN 0018-4268, OCLC 5739991. URL consultato il 27 aprile 2008 (archiviato dall'url originale il 27 aprile 2008).
 The Extrapolated Universe, in Sophia: the Journal of Traditional Studies, vol. 6, n. 1, Oakton, VA, The Foundation for Traditional Studies, Summer 2000, ISSN 1521-1231, OCLC 39708929.
 Eddington and the Primacy of the Corporeal, in Sophia: the Journal of Traditional Studies, vol. 6, n. 2, Oakton, VA, The Foundation for Traditional Studies, Winter 2000, ISSN 1521-1231, OCLC 39708929.
 Science and Myth: the Hidden Connection (PDF), in Sophia: the Journal of Traditional Studies, vol. 7, n. 1, Oakton, VA, The Foundation for Traditional Studies, Summer 2001, ISSN 1521-1231, OCLC 39708929.
 The Pitfall of Astrophysical Cosmology, in Sophia: the Journal of Traditional Studies, vol. 7, n. 2, Oakton, VA, The Foundation for Traditional Studies, Winter 2001, ISSN 1521-1231, OCLC 39708929.
 Esoterism and Cosmology: From Ptolemy to Dante and Cusanus, in Sophia: the Journal of Traditional Studies, vol. 8, n. 1, Oakton, VA, The Foundation for Traditional Studies, Summer 2002, ISSN 1521-1231, OCLC 39708929.
 Modern Science and Guénonian Critique, in Sophia: the Journal of Traditional Studies, vol. 9, n. 2, Oakton, VA, The Foundation for Traditional Studies, Winter 2003, ISSN 1521-1231, OCLC 39708929.
 The Enigma of Visual Perception, in Sophia: the Journal of Traditional Studies, vol. 10, n. 1, Oakton, VA, The Foundation for Traditional Studies, Summer 2004, ISSN 1521-1231, OCLC 39708929.
 Neurons and Mind, in Sophia: the Journal of Traditional Studies, vol. 10, n. 2, Oakton, VA, The Foundation for Traditional Studies, Winter 2004, ISSN 1521-1231, OCLC 39708929.
 Review of Journeys East, by Harry Oldmeadow, in Sophia: the Journal of Traditional Studies, vol. 11, n. 1, Oakton, VA, The Foundation for Traditional Studies, Summer 2005, ISSN 1521-1231, OCLC 39708929.
 Rama P. Coomaraswamy 1929–2006: In Memoriam, in Sophia: the Journal of Traditional Studies, vol. 12, n. 2, Oakton, VA, The Foundation for Traditional Studies, Fall–Winter 2006, ISSN 1521-1231, OCLC 39708929.
 Cosmology in the Face of Gnosis, in Sophia: the Journal of Traditional Studies, vol. 12, n. 2, Oakton, VA, The Foundation for Traditional Studies, Fall–Winter 2006, ISSN 1521-1231, OCLC 39708929.
 Transcending the creatio ex nihilo: The Kabbalistic Exegesis, in Sophia: the Journal of Traditional Studies, vol. 13, n. 1, Oakton, VA, The Foundation for Traditional Studies, Spring–Summer 2007, ISSN 1521-1231, OCLC 39708929.
 The Wisdom of Christian Kabbalah, in Sophia: the Journal of Traditional Studies, vol. 13, n. 2, Oakton, VA, The Foundation for Traditional Studies, Winter 2007–2008, ISSN 1521-1231, OCLC 39708929.

#### Mathematica
J. Wolfgang Smith, On Integration of Quasi-Linear Parabolic Equations By Explicit Difference Methods, in Transactions of the American Mathematical Society, vol. 91, n. 3, Providence, American Mathematical Society, giugno 1959,  pp. 425-443, DOI:10.2307/1993257, JSTOR 1993257, OCLC 1480369.
 Wolfgang Smith, J, Fundamental Groups on a Lorentz Manifold, in Proceedings of the National Academy of Sciences, vol. 46, n. 1, Washington, United States National Academy of Sciences, 15 gennaio 1960,  pp. 111-114, Bibcode:1960PNAS...46..111S, DOI:10.1073/pnas.46.1.111, JSTOR 70809, OCLC 43473694.
 J. Wolfgang Smith, Lorentz Structures on the Plane, in Transactions of the American Mathematical Society, vol. 95, n. 2, Providence, RI, American Mathematical Society, maggio 1960,  pp. 226-237, DOI:10.2307/1993288, JSTOR 1993288, OCLC 1480369.
 J. Wolfgang Smith, Fundamental Groups on a Lorentz Manifold, in American Journal of Mathematics, vol. 82, n. 4, Baltimora, Johns Hopkins University Press, ottobre 1960,  pp. 873-890, DOI:10.2307/2372946, JSTOR 2372946, OCLC 31863589.
 Clifton, Yeaton H e Clifton, Yeaton H., The Category of Topological Objects, in Proceedings of the National Academy of Sciences, vol. 47, n. 2, Washington, DC, United States National Academy of Sciences, 15 febbraio 1961,  pp. 190-195, Bibcode:1961PNAS...47..190C, DOI:10.1073/pnas.47.2.190, JSTOR 70719, OCLC 43473694.
 Yeaton H. Clifton e Clifton, Yeaton H., Topological Objects and Sheaves, in Transactions of the American Mathematical Society, vol. 105, n. 3, Providence, RI, American Mathematical Society, dicembre 1962,  pp. 436-452, DOI:10.2307/1993730, JSTOR 1993730, OCLC 1480369.
 Clifton, Yeaton H e Clifton, Yeaton H., The Euler Class as an Obstruction in the Theory of Foliations, in Proceedings of the National Academy of Sciences, vol. 50, n. 5, Washington, DC, United States National Academy of Sciences, 15 novembre 1963,  pp. 949-954, Bibcode:1963PNAS...50..949C, DOI:10.1073/pnas.50.5.949, JSTOR 71949, OCLC 43473694, PMC 221954, PMID 16591128.
 J. Wolfgang Smith, The de Rham theorem for general spaces (PDF), in Tohoku Mathematical Journal, (2nd Series), vol. 18, n. 2, Sendai, (Giappone), Maruzen Co., 1966,  pp. 115-137, DOI:10.2748/tmj/1178243443, MR 0202154, OCLC 1642556, Zbl 0146.19402.
 J. Wolfgang Smith, An exact sequence for submersions (PDF), in Bulletin of the American Mathematical Society, vol. 74, n. 2, Providence, RI, American Mathematical Society, 1968,  pp. 233-237, DOI:10.1090/S0002-9904-1968-11899-3, MR 0221512, OCLC 4672985.
 J. Wolfgang Smith, Commuting vectorfields on open manifolds (PDF), in Bulletin of the American Mathematical Society, vol. 75, n. 5, Providence, RI, American Mathematical Society, 1969,  pp. 1013-1017, DOI:10.1090/S0002-9904-1969-12343-8, MR 0248867, OCLC 4672985, Zbl 0179.52002.
 A homology spectral sequence for submersions (PDF), in Pacific Journal of Mathematics, vol. 89, n. 2, Berkeley, Pacific Journal of Mathematics, 1980,  pp. 279-299, DOI:10.2140/pjm.1980.89.279, ISSN 0030-8730, MR 599121, OCLC 1761678, Zbl 0472.55015.
 Fiber homology and orientability of maps (PDF), in Pacific Journal of Mathematics, vol. 89, n. 2, Berkeley, CA, Pacific Journal of Mathematics, 1980,  pp. 453-470, DOI:10.2140/pjm.1980.89.453, ISSN 0030-8730, MR 599133, OCLC 1761678, Zbl 0467.55019.